# Loraine (Teksas)
Loraine je gradić u američkoj saveznoj državi Teksas. Prema popisu stanovništva iz 2010. u njemu je živjelo 602 stanovnika.